# Commissario Montalbano
Commissario Montalbano ist eine italienische Krimiserie des Senders Rai 1, die auf den Büchern von Andrea Camilleri basiert.

## Handlung
Salvo Montalbano ist Kommissar in der fiktiven sizilianischen Stadt Vigàta. Er hat eine Vorliebe für Literatur und die sizilianische Küche. Er hat eine tiefe Zuneigung zu seiner Heimat Sizilien, er reist ungern fort. Auch hat er einen ausgeprägten Sinn für Gerechtigkeit und ein teilweise unkonventionelles Vorgehen. Er ist ein „sbirro nato“ (‚ein geborener Bulle‘), nimmt häufig instinktiv für die Ermittlungen wesentliche Details und Zusammenhänge wahr und erfährt die Lösung des Falles oft wie durch eine spontane Erleuchtung bei der Reflexion trivialer Erfahrungen, die auch ganz außerhalb des Falles liegen können.
Seinen Mitmenschen gegenüber verhält er sich oft launisch und reizbar und ist dabei stark wetterabhängig. Vor allem seine Kollegen und seine Dauerverlobte Livia Burlando haben unter seinen Launen zu leiden. Seine wichtigsten Kollegen sind sein Stellvertreter Augello, Fazio, Galluzzo sowie der durch ein einfaches Gemüt ausgezeichnete Catarella.

## Produktion
Die Drehbücher der Filme wurden von Francesco Bruni, Salvatore De Mola und Angelo Pasquini in enger Zusammenarbeit mit Andrea Camilleri verfasst und beschränken sich nicht auf eine genaue Reproduktion der literarischen Originale, sondern entwickeln Charaktere und Schauplätze auf eigenständige Weise weiter. Die Filmmusik für alle Folgen komponierte der italienische Komponist Franco Piersanti. Das Set-Design schuf bis auf zwei Ausnahmen der mehrfach ausgezeichnete italienische Bühnenbildner Luciano Ricceri.
Eine wichtige Rolle spielen in den Montalbano-Verfilmungen die Landschaften und Städte Siziliens. Die Filmaufnahmen stammen zumeist aus dem Osten Siziliens aus den Städten Scicli, Modica und Ragusa. Die in den Büchern beschriebenen Orte liegen im Freien Gemeindekonsortium Agrigent. Die Filmsets der Serie sind oft von beeindruckender Schönheit und menschenleer. Eine besondere Bedeutung für die Serie hat das Haus des Commissarios direkt am Meer. Das als Filmset benutzte Haus steht am Strand von Punta Secca in der Ortschaft Santa Croce Camerina.

## Episoden und Ausstrahlung
Im September 2001 zeigte das ZDF vier Folgen unter eigenen, von den Buchtiteln abweichenden Titeln. Zehn Jahre später wurden weitere Folgen auf dem österreichischen Sender ServusTV ausgestrahlt. Einige Folgen sind bislang nur im italienischen Original ausgestrahlt worden.
| Nr. | Staffel | Italienischer Filmtitel (Erstausstrahlung) | Deutscher Filmtitel (Synchronisation)                         | Deutsche Erstausstrahlung                                        |
| --- | ------- | ------------------------------------------ | ------------------------------------------------------------- | ---------------------------------------------------------------- |
| 01  | 1       | Il ladro di merendine (1999)               | Der Dieb der süßen Dinge (2001) DVD-Titel: Tödliche Sühne     | 07.08.2011 (ServusTV) 16.09.2001 (ZDF)                           |
| 02  | 1       | La voce del violino (1999)                 | Die Stimme der Violine (2001) DVD-Titel: Doppeltes Spiel      | 14.08.2011 (ServusTV) 23.09.2001 (ZDF)                           |
| 03  | 2       | La forma dell' acqua (2000)                | Die Form des Wassers (2001) DVD-Titel: Tiefer Fall            | 24.07.2011 (ServusTV) 02.09.2001 (ZDF)                           |
| 04  | 2       | Il cane di terracotta (2000)               | Der Hund aus Terracotta (2001) DVD-Titel: Über den Tod hinaus | 31.07.2011 (ServusTV) 09.09.2001 (ZDF)                           |
| 06  | 3       | La gita a Tindari (2001)                   | Das Spiel des Patriarchen (2011)                              | 24.04.2011 (ServusTV)                                            |
| 05  | 3       | Tocco d’artista (2001)                     | Von der Hand des Künstlers (2011)                             | 17.04.2011 (ServusTV)                                            |
| 07  | 4       | Il senso del tatto (2002)                  | Liebe und Brüderlichkeit (2011)                               | 01.05.2011 (ServusTV)                                            |
| 08  | 4       | Gli Arancini di Montalbano (2002)          | Montalbanos Arancini (2011)                                   | 08.05.2011 (ServusTV)                                            |
| 09  | 4       | L’odore della notte (2002)                 | Der Kavalier der späten Stunde (2011)                         | 15.05.2011 (ServusTV)                                            |
| 10  | 4       | Gatto e cardellino (2002)                  | Der Kater und der Distelfink (2011)                           | 17.05.2011 (ServusTV)                                            |
| 11  | 5       | Il giro di boa (2005)                      | Das kalte Lächeln des Meeres (2011)                           | 29.05.2011 (ServusTV)                                            |
| 12  | 5       | Par Condicio (2005)                        | Gleichstand (2011)                                            | 05.06.2011 (ServusTV)                                            |
| 13  | 6       | La pazienza del ragno (2006)               | Die Passion des stillen Rächers (2011)                        | 19.06.2011 (ServusTV)                                            |
| 14  | 6       | Il gioco delle tre carte (2006)            | Kümmelblättchen (2011)                                        | 12.06.2011 (ServusTV)                                            |
| 15  | 7       | La vampa d’agosto (2008)                   | Die schwarze Seele des Sommers (2011)                         | 26.06.2011 (ServusTV)                                            |
| 16  | 7       | Le ali della sfinge (2008)                 | Die Flügel der Sphinx (2011)                                  | 03.07.2011 (ServusTV)                                            |
| 17  | 7       | La pista di sabbia (2008)                  | Die Spur des Fuchses (2011)                                   | 10.07.2011 (ServusTV)                                            |
| 18  | 7       | La luna di carta (2008)                    | Die dunkle Wahrheit des Mondes (2011)                         | 17.07.2011 (ServusTV)                                            |
| 19  | 8       | Il campo del vasaio (2011)                 | Das Ritual der Rache (2013)                                   | 02.07.2013 (ServusTV)                                            |
| 20  | 8       | La danza del gabbiano (2011)               | Der Tanz der Möwe (2013)                                      | 09.07.2013 (ServusTV)                                            |
| 21  | 8       | La caccia al tesoro (2011)                 | Die Jagd nach dem Schatz (2013)                               | 16.07.2013 (ServusTV)                                            |
| 22  | 8       | L’età del dubbio (2011)                    | Die Tage des Zweifels (2013)                                  | 23.07.2013 (ServusTV)                                            |
| 23  | 9       | Il sorriso di Angelica (2013)              | Angelikas Lächeln (2015)                                      | 20.07.2015 (ServusTV)                                            |
| 24  | 9       | Il gioco degli specchi (2013)              | Im Spiegelkabinett (2015)                                     | 27.07.2015 (ServusTV)                                            |
| 25  | 9       | Una voce di notte (2013)                   | Eine Stimme in der Nacht (2015)                               | 03.08.2015 (ServusTV)                                            |
| 26  | 9       | Una lama di luce (2013)                    | Düstere Vorahnung (2015)                                      | 10.08.2015 (ServusTV)                                            |
| 27  | 10      | Una faccenda delicata (2016)               | Eine heikle Angelegenheit (2021)                              | DVD/ARD Plus                                                     |
| 28  | 10      | La piramide di fango (2016)                | Das Bild der Pyramide (2021)                                  | DVD/ARD Plus                                                     |
| 29  | 11      | Un covo di vipere (2017)                   | Das Nest der Schlange (2021)                                  | DVD/ARD Plus                                                     |
| 30  | 11      | Come voleva la prassi (2017)               | Gängiger Praxis entsprechend (2021)                           | DVD/ARD Plus                                                     |
| 31  | 12      | La giostra degli scambi (2018)             | Das Karussell der Verwechslungen (2025)                       | DVD                                                              |
| 32  | 12      | Amore (2018)                               | Liebe (2025)                                                  | DVD                                                              |
| 33  | 13      | L'altro capo del filo (2019)               | Das Ende des Fadens (2025)                                    | DVD dt. Synchronisation / 31.03.2021, ital. mit dt. UT (Netflix) |
| 34  | 13      | Un diario del '43 (2019)                   | Ein Tagebuch von 1943 (2025)                                  | DVD                                                              |
| 35  | 14      | Salvo Amato, Livia Mia (2020)              | (noch keine Übersetzung)                                      | (noch keine Ausstrahlung)                                        |
| 36  | 14      | La rete di protezione (2020)               | (noch keine Übersetzung)                                      | (noch keine Ausstrahlung)                                        |
| 37  | 15      | Il metodo Catalanotti (2021)               | (noch keine Übersetzung)                                      | (noch keine Ausstrahlung)                                        |

Den meisten Filmen liegen die Stoffe der gleichnamigen Kriminalromane zugrunde. Die Reihenfolge, in der die Episoden ausgestrahlt wurden, entspricht jedoch nicht durchgängig der Erscheinungsfolge der Romane.
Als Vorlage für die anderen Filme dienten einzelne oder mehrere kombinierte Kurzgeschichten aus drei Kurzgeschichten-Sammelbänden:

• Un mese con Montalbano (1998, deutsch: Das Paradies der kleinen Sünder, 2001): Folgen 6, 10, 12, 21 und 27, 32

• Gli arancini di Montalbano (1999, deutsch: Die Nacht des einsamen Träumers, 2002): Folgen 7, 8, 10, 12, 14, 27 und 30, 32

• Morte in mare aperto e altre indagini del giovane Montalbano (2014, deutsch: Der ehrliche Dieb: Commissario Montalbano hat ein Herz für kleine Sünder, 2015): Folge 30.

## Liste der Drehorte
Die Filme werden fast vollständig im Freien Gemeindekonsortium Ragusa gedreht.
Die Hauptorte sind:
- Ragusa
- Punta Secca in der Gemeinde Santa Croce Camerina
- Modica
- Scicli und der Gemeindeteil Sampieri
- Comiso
- Ispica
- Vittoria
- Scoglitti
- Marzamemi
- Castello di Donnafugata

## Prequel
Von 2012 bis 2015 wurde die Serie Der junge Montalbano produziert, die die Anfänge des Kommissars erzählt.